# Irving Copi
Irving Marmer Copi (nato Copilovich o Copilowish; Duluth (Minnesota), 28 luglio 1917 – Honolulu, 19 agosto 2002) è stato un filosofo e logico statunitense, autore di libri di testo universitari.

## Biografia
Copi studiò sotto la direzione di Bertrand Russell mentre era all'Università di Chicago. Nel 1948 contribuì al calcolo delle relazioni logiche con un articolo che faceva uso della matrici binarie.
Copi insegnò all'Università dell'Illinois, all'Accademia dell'Aeronautica Statunitense, all'Università di Princeton e all'Istituto di Logica dell'Università di Georgetown, prima di essere nominato docente di logica all'Università del Michigan (dal '58 al '69) e quindi all'University dell'Hawaiʻi a Mānoa (dal '69 al '90).
Quando divenne docente di logica, recensì vari libri di testo e decise infine di redigerne uno proprio. Il testo fu suddiviso in due parti, rispettivamente intitolate Introduction to Logic e Symbolic Logic. Un recensore notò che il volume aveva un "capitolo insolitamente completo sulla definizione" e che "l'autore spiega[va] la natura seducente degli errori informali".  I libri di testo ottennero successo, divenendo popolari, e un recensore della terza edizione notò la presenza di oltre 100 nuovi esercizi aggiuntivi.  I libri, di ampia diffusione, raggiunsero la 14ª edizione.
Nel 1941 Copi sposò Amelia Glaser con la quale ebbe quattro figli: David, Thomas, William e Margaret.

## Opere
Libri
- 1953: Introduction to Logic. Macmillan.
- 1954: Symbolic Logic. Macmillan.
- 1958: Artificial Languages.
- 1958: (con Elgot e Wright) Realization of Events with Logical Nets.
- 1965: (con Paul Hente). Language, Thought and Culture. The University of Michigan Press.
- 1966: (con Robert Beard) Essays on Wittgenstein's Tractatus.
- 1967: (con James Gould) Contemporary Readings in Logical Theory. Macmillan.
- 1971: The Theory of Logical Types, Routledge and Kegan Paul.
- 1986: (con Keith Burgess-Jackson) Informal Logic, Macmillan.

Articoli
- 1953: "Analytical Philosophy and Analytical Propositions", Philosophical Studies 4(6): 87–93.
- 1954: "Essence and Accident", Journal of Philosophy 51(23): 706–19.
- 1956: "Another variant of Natural Deduction", Journal of Symbolic Logic 21(1): 52–5.
- 1956: (con Arthur W. Burks) "The Logical Design of an Idealized General-Purpose Computer", Journal of the Franklin Institute 261: 299–314, e 421–36.
- 1957: "Tractatus 5.542", Analysis 18(5): 102–4.
- 1958: "The Burali-Forti Paradox", Philosophy of Science 25(4): 281–6.
- 1963: (with Eric Stenius) "Wittgenstein’s Tractatus: A Critical Exposition of its Main Lines of Thought", Philosophical Review 72(3): 382.